# 워루체이 오피아
워루체이 오피아(Weruche Opia, 1989년 4월 11일 ~ )는 영국, 나이지리아의 배우, 사업가이다.